# 曺相鎬
曺 相鎬（チョ・サンホ、朝鮮語: 조상호、1926年11月29日 - 2007年8月25日）は、大韓民国の政治家。第6代体育部長官、第10代大韓民国国会議員。
本貫は昌寧曺氏。全羅南道潭陽郡出身。号は与南（ヨナム）。円仏教の信者。元検察総長の慎承男は娘婿。
1961年の5・16軍事クーデター後、朴正熙大統領の儀典秘書官となり、14年間儀典の責任者になり、朴正煕の外訪の時に英語通訳を務めるのも多かった。 その後、盧泰愚政府で第6代体育部長官を歴任した。
2007年8月19日未明、運動中に倒れて頭に怪我を負ったため入院していたが、25日午前3時、脳出血により82歳で亡くなった。

## 学歴
- ジョージア大学修学
- 朝鮮大学校行政学科
- ソウル大学校行政大学院卒
- 檀国大学校名誉法学博士[1]

## 経歴
- 1949年に従軍
- 陸軍本部情報参謀部外国武官連絡室長
- 国家再建最高会議議長儀典秘書官
- 大統領儀典首席秘書官
- 駐イタリア共和国特命全権大使
- 国連食糧農業機関（FAO）常駐首席代表
- 第10代国会議員（維新政友会所属）
- 大韓体育会長兼大韓オリンピック委員会（KOC）委員長
- 88ソウルオリンピック大会組織委員会副委員長兼事務総長
- 第10回アジア競技大会組織委員会委員長
- 体育部長官
- 世界体育長官会議副議長
- 民主平和統一政策諮問会議体育青少年分科委員長
- 世界韓民族体育大会委員長
- 国民生活体育協議会常任顧問
- 2002年ワールドカップサッカー大会組織委員会執行委員[1]